# フラムルタリ競技場
フラムルタリ競技場（Flamurtari Stadium (アルバニア語: Stadiumi Flamurtari)）はアルバニアのヴロラにある多目的競技場。現在は主にサッカーの試合が行われている。収容人数は16,500人。